# Абвер
Абвер била је њемачка војна обавјештајна служба Рајхсвера од 1920. до 1935. и Вермахта од 1935. до 1945. године. Иако је Версајским споразумом Њемачкој потпуно забрањено оснивање сопствене обавјештајне службе, основали су шпијунску групу 1920. године у оквиру министарства одбране, под називом Абвер. Почетна сврха Абвера била је одбране од стране шпијунаже — организациона улога која се касније знато развила. Под генералом Куртом фон Шлајхером, поједине војне обавјештајне јединице су комбиноване и 1929. централизоване за вријеме његовог мандата као министра одбране, чинећи основу за уобичајено схваћену манифестацију Абвера.
Свака станица Абвера у цијелој Њемачкој била је заснована на војним окрузима и отварано је све више канцеларија у прихватљивим неутралним земљама и у окупираним територијама како се Трећи рајх ширио. Назив министарства одбране промијењен је 1935. године у министарство рата, а затим га је у потпуности замијенио Адолф Хитлер новом Врховном командом Вермахта (ВКВ). ВКВ је био дио фиреровог личног „радног особља” од јуна 1938, а Абвер је постао његова обавјештајна служба под вицеадмиралом Вилхелмом Канарисом. Штаб Абвера се налазио у улици Тирпицуфер бр. 76/78 у Белину, у близини канцеларије ВКВ.